# Дамјан (Радовиш)
Дамјан (мкд. Дамјан) је насеље у Северној Македонији, у југоисточном делу државе, у оквиру општине Радовиште.

## Географија
Дамјан је смештен у југоисточном делу Северне Македоније. Од најближег града, Радовишта, насеље је удаљено 10 km западно.
Насеље Дамјан се налази у историјској области Струмица. Насеље је на западном ободу Радовишког поља, које чини Стара река. Југозападно од села уздиже се планина Смрдеш. Надморска висина насеља је приближно 550 метара. 
Месна клима је континентална.

## Становништво
Дамјан је према последњем попису из 2002. године имао 311 становника.
Већинско становништво у насељу су етнички Македонци (98%), а мањина су Срби (2%).
Претежна вероисповест месног становништва је православље.